# Katalog Gliesego
Katalog Gliesego – katalog astronomiczny gwiazd znajdujących się w promieniu 25 parseków od Słońca. Został zestawiony przez niemieckiego astronoma Wilhelma Gliesego.
Pierwsze wydanie Katalogu Gliesego zostało opublikowane w 1957 roku i zawierało spis 915 gwiazd znajdujących się w promieniu 20 parseków od Słońca, uporządkowanych według rektascensji. Kolejne wydania zwiększyły zakres do 25 parseków, a obiektom nadawano numerację od 1.0 do 965.0 (numery Gl). Numeracja z separatorem została wykorzystana, by wstawić nowe gwiazdy bez niszczenia żądanej kolejności według rosnącej rektascensji. Wydanie katalogu z 1979 roku (W. Gliese i H. Jahreiß – numery GJ) obejmuje zakres numeracji od 1000 do 1294 zawierający pobliskie gwiazdy oraz zakres od 2001 do 2159, zawierający gwiazdy przypuszczalnie spełniające ten warunek. Numeracja w zakresie od 3001 do 4388 pochodzi z trzeciego wydania Katalogu pobliskich gwiazd (1991, W. Gliese i H. Jahreiß).